# Gouvernement d'Erevan
1849–1918
Entités précédentes :
- Gouvernement de Tiflis

Entités suivantes :
- Arménie
- Azerbaïdjan

Le gouvernement d'Erevan ou d'Erivan (en russe : Эриванская губернія) est un gouvernement de l'Empire russe centré sur Erevan. Il correspond globalement au centre de l'Arménie actuelle, à la province turque d'Iğdır, et à l'exclave azerbaïdjanaise du Nakhitchevan.

## Histoire et subdivisions
Correspondant plus ou moins à l'oblast arménien aboli en 1840, ce gouvernement, qui couvre 27 830 km2, est créé par le vice-roi du Caucase Mikhaïl Semionovitch Vorontsov en 1849. En 1872, il comprend les sept ouïezds suivants :
- Erevan ;
- Alexandropol ;
- Nakhitchevan ;
- Etchmiadzin ;
- Novobayazet ;
- Sardarabad ;
- Surmali (ou Surmalu) ;
- Sharur-Daralagyoz.

En 1918, la majeure partie du gouvernement est intégrée à la Première République d'Arménie.

## Population

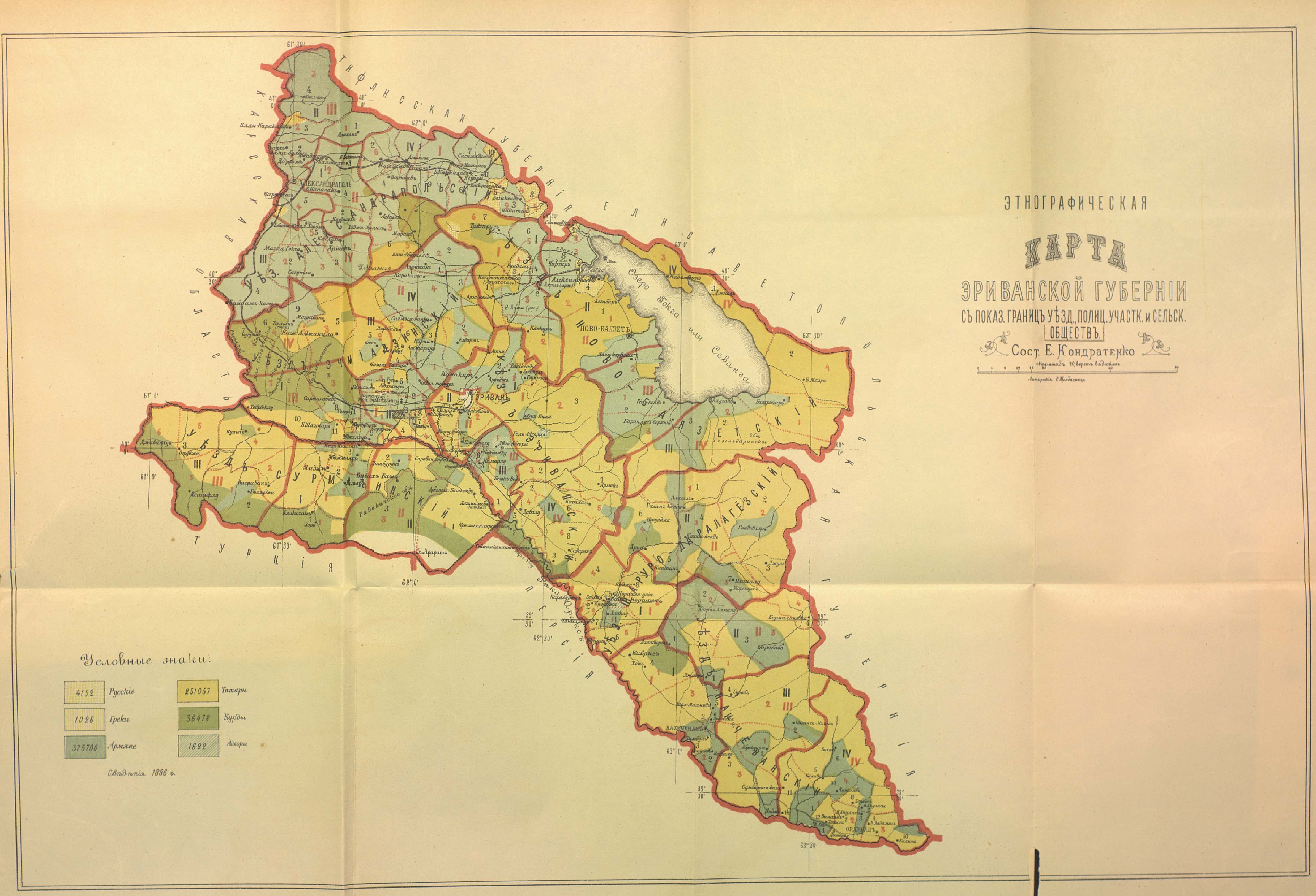
Groupes ethnographiques en Gouvernement d'Erevan (1902)

Selon le recensement de 1897, le gouvernement compte 829 556 habitants, dont une majorité d'Arméniens (53,2 %), les Tatars représentant 37,7 %, les Kurdes 5,9 %, et les Russes 2,1 %.

## Gouverneurs
- Général-major Ivan Ivanovitch Nazarov (1849-1859)
- Général-major Mikhaïl Ivanovitch Astafiev (1860-1869)
- Général-major Nikolaï Nikolaïevitch Karmaline (8 mai 1869 - 14 juin 1873)
- Général-major Mikhaïl Ivanovitch Roslablev (1873-1880)
- Lieutenant général Mikhaïl Iakovlevitch Chalikov (22 mars 1880 - 22 décembre 1890)
- Lieutenant général Alexandre Alexandrovitch Frese (2 février 1891 - 16. novembre 1895)
- Conseiller d'état comte Vladimir Fiodorovitch Tiesenhausen (20 février 1896 - 1916)
- Conseiller à la cour Arkadi Evguenievitch Strelbitski (1916-1917)